# 皮姆斯勒语言学习系统
皮姆斯勒语言学习系统（Pimsleur Language Learning System）是一套语言学习方法，由保罗·皮姆斯勒博士研创，依据四个原则而成：
- 预期（Anticipation）提供引導式問句, 非只是要學生重複跟者老師誦讀. 稱之為 "挑戰和回憶"方法.
- 分级间歇回想（Graduated interval recall）為形成長期記憶, 回想複習頻率為5秒, 25秒, 2 分鐘, 10 分鐘, 1 小時, 5 小時, 1 天, 5 天, 25 天, 4 月, 2 年.
- 有机学习（Organic learning）著重聽.說學習.
- 核心字彙（Core Vocabulary）只教最常頻率用詞,不教文法,像小孩般学习.

## 运作方法
- 学生聆听一段录音，由当地讲者用外语和教学语言说出富文化色彩的语句。（现有的课程大都以英文作教学语言，但这方法不受限于任一语言。）
- 在精确的时间间隔（分级间隔），要求学生重说讲者已说的语句。
- 教授学生新的语句，并解释意思（新鲜感）。
- 重说了几次后，要求学生重说旧语句，但加入新语句的字词和意思（回想和构造）。
- 教授更多新语句，旧语句则随机提问（预期）。随机回想使得学生保持专注，令他们内心把字词和意思关连起来。

## 延伸閱讀
- Beuke, Carl J. . Psychology Today. 2012  [2013-09-20]. （原始内容存档于2013-04-22）. – Brief article summarising some of the points from Pimsleur 1980.
- Pimsleur, Paul. . Boston: Heinle & Heinle. 1980. OCLC 7456201.